# Poemenia kashmirica
Poemenia kashmirica är en stekelart som beskrevs av Gupta 1980. Poemenia kashmirica ingår i släktet Poemenia och familjen brokparasitsteklar. Inga underarter finns listade i Catalogue of Life.